# Slaget vid Losecoat Field
Slaget vid Losecote Field utkämpades 12 mars 1470, under Rosornas krig. 

## Bakgrund
Det tog kung Edvard IV lite mer än ett år att helt återvända till makten, efter att han tillfångatagits vid Slaget vid Edgecote Moor.
Återigen fann Rikard Neville, earl av Warwick, i en liknande situation som före slaget vid Edgecote, utan makten att utöva någon kontroll över, eller ens ha inflytande över kungens politik. 
Warwick hade fortfarande för avsikt att sätta kungens bror, George, hertig av Clarence (som även råkade vara Warwicks svärson), på tronen. Då skulle Warwick vara säker på att landet skulle styras så som han önskade. 
Warwicks syssling, Sir Robert Welles, sökte upp honom för att få hjälp 1470, då hans familj hade hamnat i onåd hos kungen. Warwick bedömde att tiden var mogen för ännu en statskupp, för att antingen döda eller avsätta Edvard från tronen. 
Welles började samla styrkor vid sin bas i Lincolnshire, redo för väpnad strid mot kungen. Oroligheterna i Lincolnshire tvingade kungen att agera och han började samla ihop en armé 4 maj. Nyheten att kungen hade för avsikt att tåga till Lincolnshire skapade panik bland folket i grevskapet. På grund av Welles’ frivilliga feltolkning spreds snabbt rykten om att kungen skulle pröva rebellerna från Edgecote, som formellt redan fått pardon, och att han skulle avrätta ett stort antal av dem. 
Med stöd av Warwick och Clarence, utsåg sig Sir Robert Welles till ‘great captain’ över folket i Lincolnshire.
4 mars sändes bud till alla närliggande gods om att alla dugliga män skulle ansluta sig till honom i upproret mot kungen. 7 mars fick kungen höra att rebellerna tågade mot Stamford med en armé på 100 000 män, och att de kunnat rekrytera många män, bland annat från Yorkshire.
Kungen fick senare brev från Clarence och Warwick om att de tågade norrut för att ansluta sig till honom med alla sina män. 
Kungen utfärdade, utan att misstänka något, fullmakter som godkände att Warwick samlade en professionell armé. Edvard fick sedan veta att rebellerna hade ändrat riktning och istället gått mot Leicester, vilket även Warwick och Clarence hade gjort, vilket utan tvivel gjorde att kungen förstod deras intentioner. 
Sir Robert Welles mottog ett brev där kungen meddelade att Welles skulle upplösa sin rebellarmé, eller så skulle hans far (som var fängslad i Edvards läger) avrättas. Welles återvände snabbt med sin armé till Stamford.
Edwards självförtroende växte då Welles misslyckades med att gå samman med Warwick och hans erfarna styrkor.

## Slaget
Edwards spejare informerade honom att rebellarmén befann sig drygt 8 kilometer från Stamford, samlade för strid vid en plats vid namn Empingham i Rutland. Edvard placerade ut sina män i en stridslinje mitt emot Welles och i området mellan de båda arméerna lät han avrätta Welles far, så båda arméerna kunde se det. 
Denna handling fick rebellerna (kring 30 000 man) att rusa framåt skrikande "För Warwick!" och "För Clarence!". En enda spärreld av kanonkulor avlossades och sedan lät Edvard sina män anfalla fienden. Innan attackens ledare ens hade nått rebellernas frontlinje var det över. Rebellerna splittrades och flydde hellre än att möta kungens vältränade män. 
Många av Welles’ män hade burit jackor med Warwicks och Clarences livré. Många kastade av sig sina plagg eftersom de inte ville bli sedda i något så avslöjande av de förföljande trupperna och därför kom slaget att bli kallad ‘Losecoat’.
Båda kaptenerna Sir Robert Welles och Richard Warren tillfångatogs och avrättades en vecka senare.